# Udinese Calcio
Az Udinese Calcio (röviden csak Udinese, friuli nyelven Udinês) egy olasz labdarúgóklub Udine városából, Olaszország Friuli-Venezia Giulia régiójából. Az 1896-ban alapított csapat a 2011/2012-es idényben 39. szezonját tölti az olasz labdarúgás első osztályában, a Serie A-ban, megszakítás nélkül pedig 1995 óta tagja az élvonalnak. Eddig még nem sikerült bajnoki címet szerezniük, legjobb eredményük egy 2. helyezés 1955-ből. Olasz Kupát szintén nem nyertek még, 1922-ben ezüstérmet sikerült szerezniük. A nemzetközi kupaporondról egy-egy UEFA Intertotó-kupa-, Mitropa Kupa-, valamint Anglo-Itáliai Kupa-győzelmet tud felmutatni a klub. A 2005-06-os szezonban az Udinese története során először elindulhatott a Bajnokok Ligájában.

## Dicsőséglista
Hazai sikerek:
- Serie A: második (1954–55), harmadik (1997–1998, 2011–2012)
- Serie B: 2× bajnok (1955–56, 1978–79)
- Serie C: 4× bajnok (1929–30, 1938–39, 1948–49, 1977–78)
- Olasz Kupa: döntős, ezüstérmes (1921–22)
- Coppa Italia di Serie C (Coppa Semiprofessionisti): győztes (1977–78)

Nemzetközi sikerek:
- Bajnokok Ligája: 1 részvétel, harmadik hely a csoportkörben (2005–06)
- UEFA-kupa: negyeddöntős (2008–09), nyolcaddöntős (2005–06)
- Intertotó-kupa: győztes (2000)
- Mitropa Kupa (Közép-európai kupa): győztes (1980)
- Anglo-Itáliai Kupa: győztes (1978)

## Játékoskeret
2024. szeptember 6-i állapot szerint

### Jelenlegi keret
| #  |     | Poszt | Név                                 |
| -- | --- | ----- | ----------------------------------- |
| 4  | IRL | V     | James Abankwah                      |
| 5  | ARG | KP    | Martín Payero                       |
| 6  | ESP | KP    | Oier Zarraga                        |
| 7  | CHI | CS    | Alexis Sánchez                      |
| 8  | SVN | KP    | Sandi Lovrić                        |
| 9  | ENG | CS    | Keinan Davis                        |
| 10 | FRA | CS    | Florian Thauvin                     |
| 11 | CIV | V     | Hassane Kamara                      |
| 14 | FRA | KP    | Arthur Atta (kölcsönben a Metz-től) |
| 16 | GER | V     | Matteo Palma                        |
| 17 | ITA | CS    | Lorenzo Lucca                       |
| 19 | NED | V     | Kingsley Ehizibue                   |
| 21 | ESP | CS    | Iker Bravo                          |
| 22 | BRA | CS    | Brenner                             |
| 23 | CMR | V     | Enzo Ebosse                         |
| 25 | SWE | KP    | Jesper Karlström                    |

| #  |     | Poszt | Név                                    |
| -- | --- | ----- | -------------------------------------- |
| 27 | BEL | V     | Christian Kabasele                     |
| 29 | SVN | V     | Jaka Bijol                             |
| 30 | ARG | V     | Lautaro Gianetti                       |
| 31 | DEN | V     | Thomas Kristensen                      |
| 32 | NED | KP    | Jurgen Ekkelenkamp                     |
| 33 | ZIM | V     | Jordan Zemura                          |
| 37 | FRA | V     | Axel Guessand                          |
| 40 | NGA | K     | Maduka Okoye                           |
| 66 | ITA | K     | Edoardo Piana                          |
| 77 | ANG | V     | Rui Modesto                            |
| 79 | SLO | KP    | David Pejičić                          |
| 90 | ROU | K     | Răzvan Sava                            |
| 93 | ITA | K     | Daniele Padelli                        |
| 95 | FRA | V     | Isaak Touré (kölcsönben a Lorient-től) |
| 99 | CHI | CS    | Damián Pizarro                         |
|    | ESP | CS    | Gerard Delofeu                         |

### Kölcsönben
| # |     | Poszt | Név                                                           |
| - | --- | ----- | ------------------------------------------------------------- |
|   | CRO | V     | Antonio Tikvić (a Watford 2025. június 30-ig csapatánál)      |
|   | ITA | KP    | Marco Ballarini (a Triestina 2025. június 30-ig csapatánál)   |
|   | ITA | KP    | Simone Pafundi (a Lausanne csapatánál)                        |
|   | SRB | KP    | Lazar Samardžić (az Atalanta 2024. december 31-ig csapatánál) |
|   | IRL | V     | Festy Ebosele (a Watford 2025. június 30-ig csapatánál)       |

| # |     | Poszt | Név                                                             |
| - | --- | ----- | --------------------------------------------------------------- |
|   | POR | V     | Gonçalo Esteves (a Yverdon-Sport 2025. június 30-ig csapatánál) |
|   | ARG | V     | Nehuén Pérez (a Porto 2025. június 30-ig csapatánál)            |
|   | CIV | CS    | Vakoun Bayo (a Watford 2025. június 30-ig csapatánál)           |
|   | POR | CS    | Vivaldo Semedo (a Vizela 2025. június 30-ig csapatánál)         |

## Ismertebb játékosok
| ARGENTÍNA - Abel Balbo - Daniel Bertoni - Germán Denis - Roberto Néstor Sensini - Roberto Sosa - Sergio Almirón BELGIUM - Régis Genaux - Terrence Genaux - Olivier Renard - Johan Walem BRAZÍLIA - Márcio Amoroso - Edinho - Emílson Sánchez Cribari - Zico CHILE - Mauricio Isla - David Pizarro - Alexis Sánchez CSEHORSZÁG - Marek Jankulovski | DÁNIA - Thomas Helveg - Martin Jørgensen - Per Krøldrup DÉL-AFRIKA - Siyabonga Nomvethe FRANCIAORSZÁG - Vincent Candela GHÁNA - Stephen Appiah - Sulley Ali Muntari - Asamoah Gyan KOLUMBIA - Pablo Armero - Juan Cuadrado - Cristián Zapata LÍBIA - Al-Saadi Kadhafi NÉMETORSZÁG - Oliver Bierhoff - Carsten Jancker - Herbert Neumann | OLASZORSZÁG - Italo Acconcia - Raffaele Ametrano - Valerio Bertotto - Lorenzo Bettini - Marco Branca - Antonio Chimenti - Alessandro Calori - Andrea Carnevale - Franco Causio - Bernardo Corradi - Marco Delvecchio - Fulvio Collovati - Angelo Colombo - Luigi De Agostini - Morgan De Sanctis - Luigi Del Neri - Francesco Dell'Anno - David Di Michele - Antonio Di Natale - Stefano Fiore - Antonio Floro Flores - Manuel Gerolin - Giuliano Giannichedda | - Giuseppe Virgili - Giuliano Giuliani - Francesco Graziani - Vincenzo Iaquinta - Tomas Locatelli - Massimo Mauro - Giandomenico Mesto - Marco Motta - Giovanni Pasquale - Simone Pepe - Mirko Pieri - Giampiero Pinzi - Paolo Poggi - Paolo Pulici - Fabio Quagliarella - Fabio Rossitto - Franco Selvaggi - Luigi Turci - Pietro Paolo Virdis - Dino Zoff - Stefano Mauri | PERU - Geronimo Barbadillo SPANYOLORSZÁG - Ricardo Gallego - Luis Helguera SVÁJC - Gökhan Inler SVÉDORSZÁG - Arne Selmosson - Bengt Lindskog VENEZUELA - Massimo Margiotta - Paul Ramirez - Renny Vega |

Vastagon írva azon játékosok nevei vannak, akik jelenleg is az Udinesenél játszanak.

### Világbajnokok
- Franco Causio (1982)
- Vincenzo Iaquinta (2006)

## Ismertebb vezetőedzők
| ANGLIA - Roy Hodgson ARGENTÍNA - Roberto Néstor Sensini BRAZÍLIA - Luís Vinício JUGOSZLÁVIA - Bora Milutinović |  | MAGYARORSZÁG - Ging József - Krappan Ottó - Hlavay György - Czeizler Lajos - Fögl István - Payer Eugén - Payer Imre - Molnár Ferenc |  | OLASZORSZÁG - Serse Cosmi - Giovanni Galeone - Francesco Guidolin - Alberto Malesani - Pasquale Marino - Luciano Spalletti - Azeglio Vicini - Alberto Zaccheroni - Fabio Cannavaro |

## Külső hivatkozások
- Az Udinese hivatalos honlapja
- Udinese Calcio Ungheria - Magyar nyelvű szurkolói honlap